# الاحتباس الحراري في النرويج

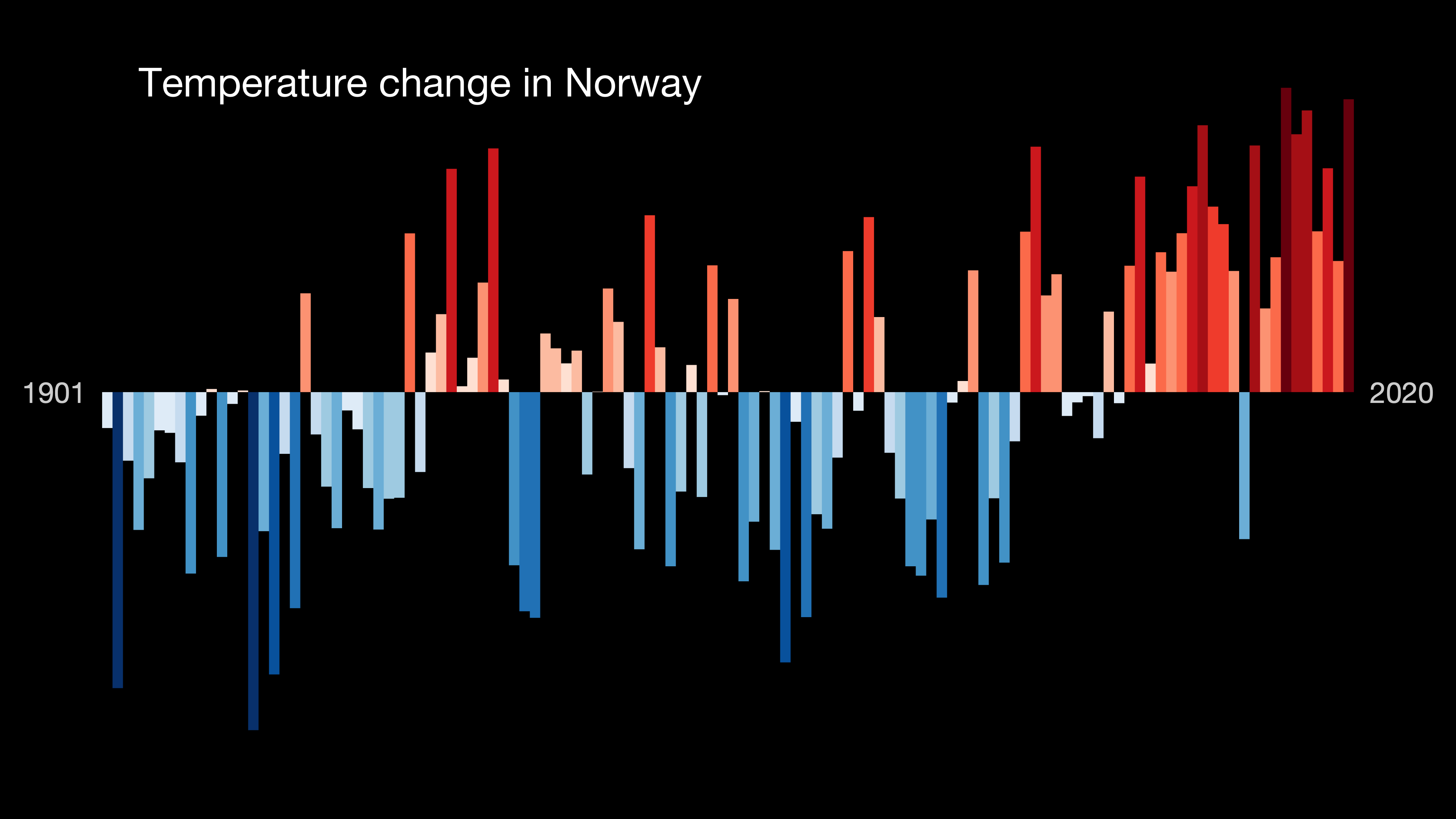
هذا الرسم البياني الشريطي هو تمثيل مرئي للتغير في درجات الحرارة على مدار أكثر من 100 عام. يمثل كل شريط متوسط درجات الحرارة على مدار عام. تم تعيين متوسط درجات الحرارة في الفترة 1971-2000 كحد فاصل بين اللونين الأزرق والأحمر، ويتراوح مقياس الألوان من ±2.6 انحراف معياري لمتوسط درجات الحرارة السنوية بين السنوات المذكورة في اسم الملف.

مملكة النرويج هي دولة ذات سيادة بنظام ملكي مركزي تضم أراضيها الجزء الغربي من شبه الجزيرة الاسكندنافية بالإضافة إلى جزيرة يان ماين وأرخبيل سفالبارد.
يحافظ البلد على مزيج من اقتصاد السوق ونموذج الشمال الأوروبي مع الرعاية الصحية الشاملة ونظام الضمان الاجتماعي الشامل. لدى النرويج احتياطيات كبيرة من النفط والغاز الطبيعي والمعادن والخشب والمأكولات البحرية والمياه العذبة والطاقة المائية. تمثل صناعة البترول نحو ربع إجمالي الناتج المحلي للبلاد. تعد النرويج، استنادًا على أساس معدّل دخل الفرد، أكبر منتج للنفط والغاز الطبيعي في العالم خارج الشرق الأوسط.

## انبعاثات الكربون
على الرغم من أن النرويج تتواجد في المراتب العشرين الأولى حسب مؤشر الأداء البيئي، بتحقيقها علامة 86.9 في المائة واحتلالها المرتبة 17 من بين 180 بلدًا خضعت للتحليل عام 2016، إلا أنها تعتبر واحدةً من أكبر مصدّري النفط في العالم ولديها أكبر صندوق سيادي. عام 2015، أنتجت النرويج 53.9 مليون طن من غازات الدفيئة التي أشير إليها بأنها انبعاثات ثاني أكسيد الكربون – 15.1 مليون طن منها تُعزى إلى استخراج النفط والغاز - وهي تمثل أكبر نسبة من الانبعاثات مقارنة بالمصادر الأخرى، مثل إمدادات الطاقة والزراعة وحركة المرور على الطرق. زاد إجمالي انبعاثات غازات الدفيئة بمقدار 600 ألف طن منذ عام 2014، مع زيادة انبعاثات النفط والغاز بنسبة 83.3 في المائة منذ عام 1990. وبمزيد من التفصيل، فقد زادت انبعاثات ثاني أكسيد الكربون بنسبة 25٪، وانخفض غاز الميثان بنسبة 10٪، وانخفض أكسيد النيتروز بنسبة 38٪؛ 44.7 مليون ثاني أكسيد الكربون، و5.5 مليون طن من الميثان، و2.6 مليون طن من أكسيد النيتروجين.

## النقل
يتأثر النقل في النرويج بشدة بانخفاض الكثافة السكانية وشكلها الضيق وساحلها الطويل مع العديد من الجزر الصغيرة. تتولى وزارة النقل والاتصالات النرويجية المسؤولية العامة عن قطاع الطيران المدني، والطرق العامة والنقل بالسكك الحديدية، وخدمات العبّارات التي تشكّل جزءًا من شبكة الطرق الوطنية (أي المناطق الساحلية)، وعن إدارة السواحل والبيئة البحرية وسياسة النقل البحري والموانئ. كما أن لديهم القدرة على تفويض المهام المتعلقة بالنقل العام والطرق إلى المقاطعات والبلديات المعينة. ذلك أن أغلب البنية الأساسية في النرويج مملوكة لعامة الناس، حيث يتم التعاقد غالبًا مع شركاتٍ خاصّة.
تطوّر النقل العام في المدن وما حولها بشكل جيد، خاصة في أوسلو التي لديها واحدة من أكثر نظم النقل العام تقدّمًا في أوروبا، حيث تتضمن شبكات المترو والحافلات والترام والعبّارات وكلها متكاملة مع أحدث التكنولوجيا. بيد أن المناطق ذات الكثافة السكانية المنخفضة تفتقر في كثير من الأحيان إلى البنية التحتية الأساسية للنقل العام، مما يجبر السكان على امتلاك سيارة خاصة بهم. تدعم الحكومة النقل العام.
في عام 2016، حددت خطة النقل الوطنية للفترة 2018-2029 أن قطاع النقل يمثل ثلث مجموع انبعاثات غازات الدفيئة التي أُنتجت في النرويج (حوالي 16.5 مليون طن من ثاني أكسيد الكربون)، ومثلت حركة المرور على الطرق حوالي 10 ملايين طن من ثاني أكسيد الكربون. بالتالي، وضعت الوكالات الحكومية هذه الأهداف المحددة من أجل تحقيق نظام نقل خالٍ من الانبعاث؛
بحلول عام 2025، لابد أن تكون كل السيارات الخاصة والحافلات والمركبات التجارية الخفيفة الجديدة مركبات لا تطلق أي انبعاثاتٍ.
بحلول عام 2030، فإن سيارات الشاحنات الصغيرة الأثقل وزنًا، و75٪ من الحافلات الجديدة التي تقطع مسافاتٍ طويلة، و50٪ من الشاحنات الجديدة، لابد أن تكون مركباتٍ بلا انبعاثات.
بحلول عام 2030، 40٪ من جميع السفن في النقل البحري القصير ستعتمد على الوقود الحيوي أو تكون قليلة أو صفرية الانبعاثات.
تقليل انبعاثات غازات الدفيئة الناتجة عن المعدات والمواد الخام اللازمة لإنشاء البنية التحتية وتشغيلها وصيانتها بنسبة 40٪ بحلول عام 2030.
سيستبدل الوقود الحيوي سنويا 1.7 مليار لتر من الوقود الأحفوري بحلول عام 2030. هذا يوفر تخفيضًا نظريًّا في غازات الدفيئة يبلغ حوالي 5 ملايين طن من نظائر ثاني أكسيد الكربون.